# Lippa (Mattuglie)
Lippa (in croato: Lipa) è una località della regione litoraneo-montana, frazione del comune di Mattuglie.

## Storia

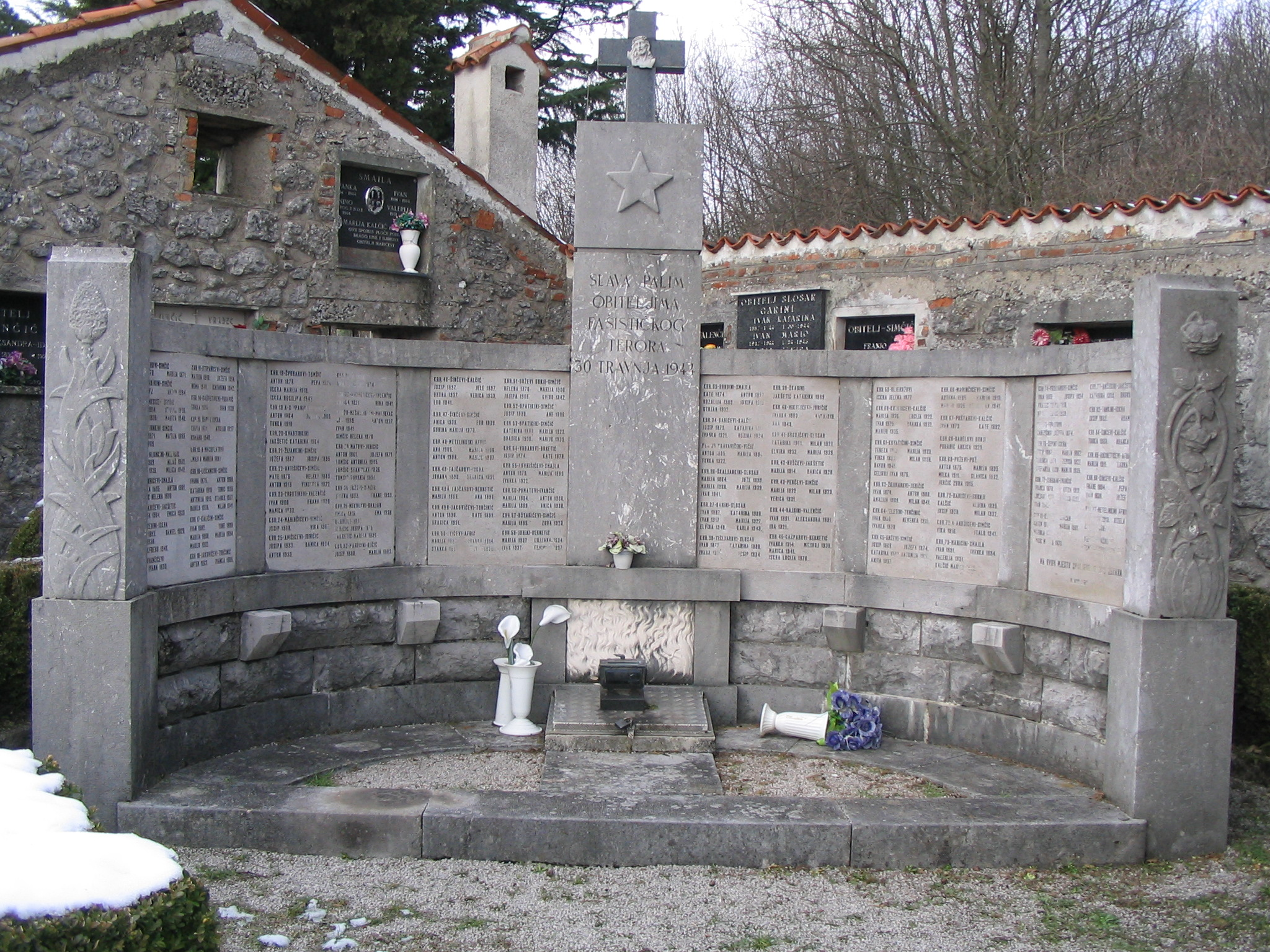
Memoriale della strage nazifascista

Il 7 settembre 1813 vi fu combattuta l'omonima battaglia della campagna d'Italia (parte della sesta coalizione) tra le truppe franco-italiane e quelle austriache. Gli austriaci del generale Laval Nugent von Westmeath furono vittoriosi.
Le autorità della monarchia austro-ungarica fondarono scuole primarie nell'area dell'attuale municipalità di Mattuglie nella metà del XIX secolo. A Lippa la scuola elementare aprì nel 1885.
Dal 1924 al 1947 fu frazione del comune italiano di Elsane, in provincia di Fiume (oggi in Slovenia).
Il villaggio fu teatro dell'eccidio di Lippa di Elsane del 30 aprile 1944, quando i nazisti e i fascisti lo bruciarono, uccidendo 269 persone, inclusi donne e bambini. I resti dell'insediamento sono oggi protette come patrimonio commemorativo e nell'ex edificio scolastico è stata aperta una collezione museale il 29 novembre 1968. Gli attuali abitanti di Lippa ricordano ogni anno il giorno della strage.

## Origine del nome
Il nome italiano Lippa deriva dal croato Lipa che significa albero di tiglio.

## Luoghi d'interesse

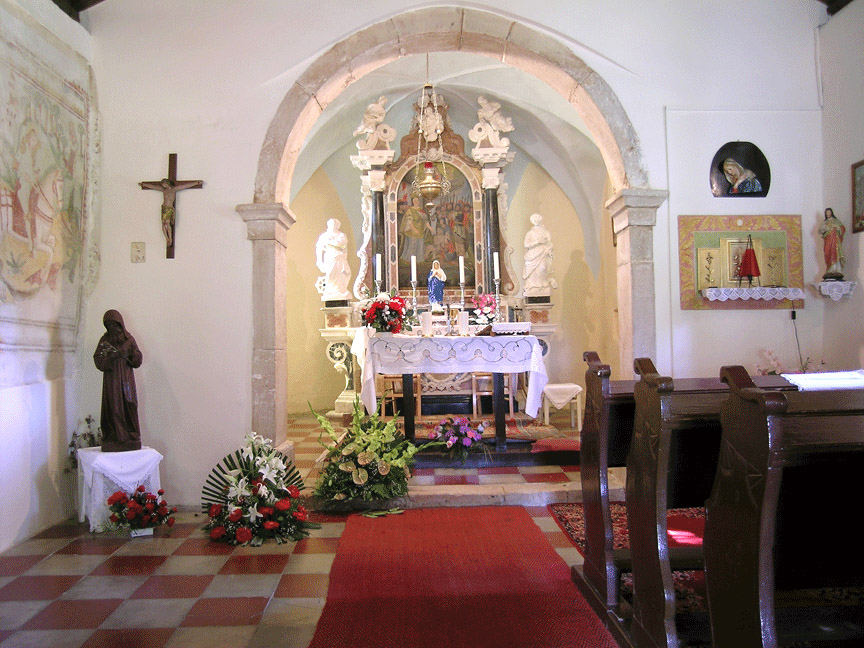
Interno della cappella di Sant'Elena della Santa Croce

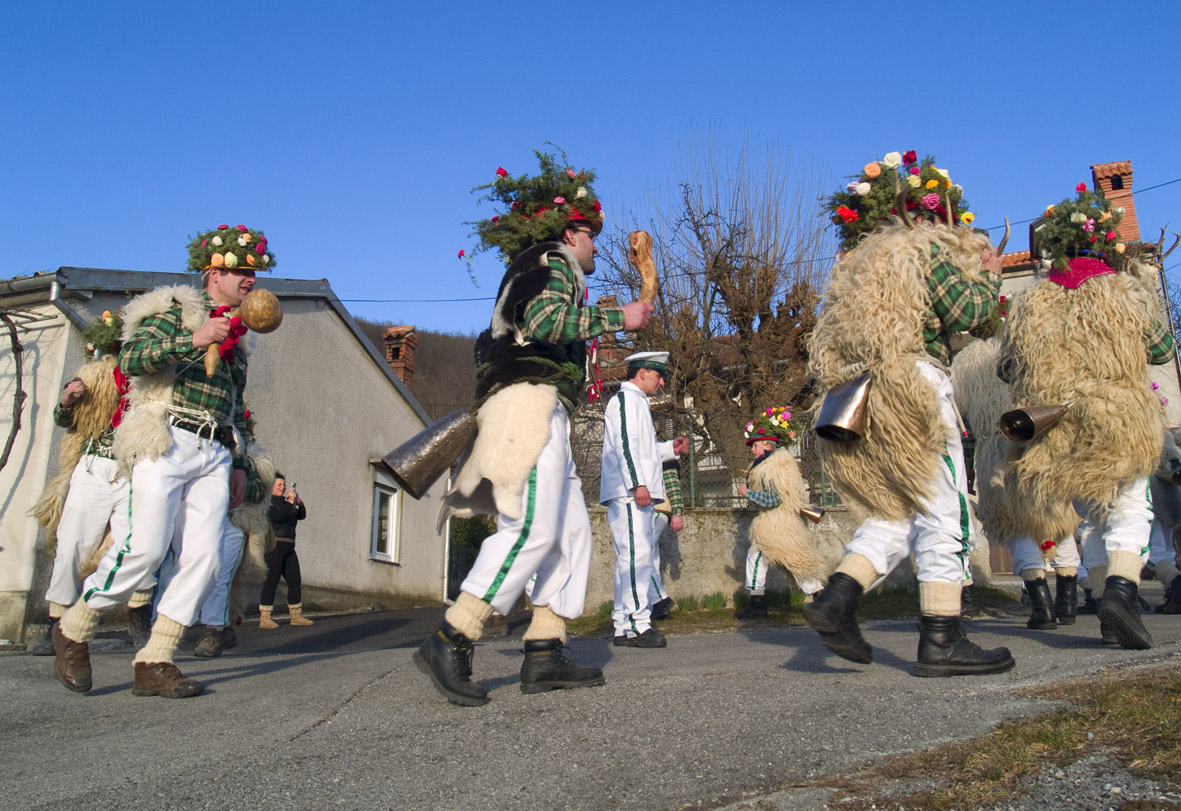
Zvončari a Lippa durante il carnevale

All'ingresso del paese è presente l'antica cappella di San'Elena della Santa Croce (parrocchia cattolica di Sant'Antonio del Deserto, con sede a Sappiane). La cappella fu restaurata nel 1662. Aveva una campana del 1300 (portata via dalle allora autorità austro-ungariche durante la prima guerra mondiale) pesante 107 chili, e suonava con l'anello a campana Jacobus de Venetiis. Sulla finestra della cappella è stato inciso nel 1667 il nome di Petar Kalcic. L'altare di Sant'Elena è del 1774; sul lato destro dell'altare si trova l'iscrizione: "SUB Rmo CONRADO ANTONIO D'MARBURG Pco ET MATHIA CALCICH DECANUS ET SNDUS BENEFACTOR HUIC OPERIS AFRICH SECUNDUS SINDICUS – ANNO DOMINI 1774". L'immagine sull'altare risale al 1866. La cappella fu restaurata all'inizio degli anni settanta del XX secolo al tempo del parroco Giuseppe Vosilla. Quindi affreschi gotici con l'esposizione di San Giorgio del XVI secolo (datato da Branko Fučić) e nel 1976 sono stati rinnovati da Viktor Sno, un pittore accademico di Lubiana. L'immagine del muro è attribuita al maestro Tomas di Segna.